# Joe Frazier
Joseph William Frazier, conhecido como Smokin' Joe (Beaufort, 12 de janeiro de 1944 – Filadélfia, 7 de novembro de 2011) foi um pugilista norte-americano, campeão mundial de boxe na categoria de pesos-pesados.
Sua carreira estendeu-se pelas décadas de 1960 e 1970, ficando famosos pelos combates que disputou com Muhammad Ali e George Foreman pelo título de campeão de pesos pesados.

## História
Quando o menino Joseph William Frazier recebeu seus primeiros treinos de boxe na Filadélfia, apenas com o intuito de perder peso, ninguém imaginou a tremenda carreira que estaria por vir e o enorme guerreiro que estava para surgir. 
Nascido em Beaufort, na Carolina do Sul, Frazier se casou quando tinha apenas 15 anos de idade, e se mudou para a Filadélfia. Lá começou a lutar boxe e estabeleceu uma carreira amadora sólida, sendo derrotado apenas uma vez contra Buster Mathis, nas eliminatórias para os jogos Olímpicos de 64.
Porém, quando uma contusão impediu Buster Mathis de viajar até Tóquio, para os Jogos, Frazier foi em seu lugar, e acabaria voltando para os EUA com a medalha de ouro no peito.  A partir daquele momento, muitos do meio do boxe passaram a prestar mais atenção no garoto que jamais desperdiçava as oportunidades que a vida lhe oferecia e sempre encarava os desafios com uma bravura singular.
Então, Joe Frazier se tornou profissional, em 1965, nocauteando com facilidade seus 11 primeiros adversários, até encarar o argentino Oscar Bonavena, que era top 10 dos pesados em 66. Após vencer Ringo em uma decisão de 10 rounds, Frazier enfrentou outro adversário de respeito, o bom Eddie Machen, nocauteando-o em 10 rounds. Já em 67, com vitórias sobre o duríssimo canadense George Chuvalo (TKO no 4º round), Frazier já era considerado um dos 10 melhores da categoria e um dos lutadores mais temidos do mundo.  
Com seu estilo de pressão interrupta e condicionamento físico invejável, Joe rapidamente se tornou popular, deslanchando em 1968 com uma vitória sobre o seu antigo rival de amadorismo, Buster Mathis.
Depois de vencer outros oponentes de destaque como Manuel Ramos, novamente Bonavena e o competente Jerry Quarry, finalmente Joe teria uma chance pelo  título mundial. O adversário da vez seria o duro e habilidoso Jimmy Ellis, que acabara de vencer Floyd Patterson.
No Madison Square Garden, em NY, o que se viu foi “Smoking” Joe dizimar, inapelavelmente, o competitivo Ellis em 5 rounds. "Smokin" Joe defendeu quatro vezes com sucesso o título até que foi finalmente vencido por George Foreman, em 1973.

## Fatos
- Joe Frazier foi um dos pesos-pesados mais baixos da história (medindo 1,82).[4]

- Joe Frazier foi um dos responsáveis por popularizar o estilo in fighter ou Swarner. (Nos Estados Unidos é muito usada a denominação "swarmer", originada de "swarm", que significa enxame (de abelhas); poderíamos traduzi-la livremente como "metralhadora de socos").[5]

- As famosas cenas da corrida na escadaria do museu e do treino com socos em carne congelada do filme Rocky foram baseadas no método peculiar de treinamento de Frazier no início da carreira. [6]

## Morte
Joe "Smokin" Frazier morreu dia 7 de novembro de 2011 na Filadélfia, aos 67 anos, em consequência de um câncer de fígado, diagnosticado apenas um mês antes de sua morte. Um comunicado divulgado pela família confirmou que Frazier faleceu em um asilo onde estava internado depois que os médicos não lhe deram nenhuma esperança de sobrevivência. Antes de descobrir o câncer, Frazier levava vida normal, com aparições regulares para dar autógrafos.

## Cartel
| 32 Vitórias (27 nocautes, 5 decisões), 4 Derrotas (3 nocautes, 1 decisão), 1 Empate |        |                  |      |         |            |                                                                        |                                                                               |
| Res.                                                                                | Record | Rival            | Tipo | Round   | Dia        | Lugar                                                                  | Notas                                                                         |
| Empate                                                                              | 32-4-1 | Floyd Cummings   | MD   | 10      | 03/10/1981 | International Amphitheatre, Chicago, Illinois, United States           |                                                                               |
| Derrota                                                                             | 32–4   | George Foreman   | TKO  | 5 (12)  | 15/06/1976 | Nassau Coliseum, Uniondale, New York, United States                    | Pelo título NABF peso pesado.                                                 |
| Derrota                                                                             | 32–3   | Muhammad Ali     | RTD  | 14 (15) | 01/10/1975 | Araneta Coliseum, Quezon City, Metro Manila, Philippines               | Pelo titulo The Ring, CMB y AMB peso pesado. Luta do ano.                     |
| Vitoria                                                                             | 32–2   | Jimmy Ellis      | TKO  | 9 (12)  | 02/03/1975 | St Kilda Junction Oval, Melbourne, Victoria, Australia                 |                                                                               |
| Vitoria                                                                             | 31–2   | Jerry Quarry     | TKO  | 5 (10)  | 17/06/1974 | Madison Square Garden, New York, New York, United States               |                                                                               |
| Derrota                                                                             | 30–2   | Muhammad Ali     | UD   | 12      | 28/01/1974 | Madison Square Garden, New York, New York, United States               | Luta pelo titulo NABF peso pesado.                                            |
| Vitoria                                                                             | 30–1   | Joe Bugner       | PTS  | 12      | 02/07/1973 | Earls Court Arena, Kensington, London, England, United Kingdom         |                                                                               |
| Derrota                                                                             | 29–1   | George Foreman   | TKO  | 2 (15)  | 22/01/1973 | National Stadium, Kingston, Jamaica                                    | Perde titulo The Ring, CMB y AMB peso pesado.                                 |
| Victoria                                                                            | 29–0   | Ron Stander      | TKO  | 5 (15)  | 25/05/1972 | Civic Auditorium, Omaha, Nebraska, United States                       | Defende o titulo The Ring, CMB y AMB peso pesado.                             |
| Vitoria                                                                             | 28–0   | Terry Daniels    | TKO  | 4 (15)  | 15/01/1972 | Rivergate Auditorium, New Orleans, Louisiana, United States            | Defende o titulo The Ring, CMB y AMB peso pesado.                             |
| Vitoria                                                                             | 27–0   | Muhammad Ali     | UD   | 15      | 08/01/1971 | Madison Square Garden, New York, New York, United States               | Defende o titulo CMB , AMB e ganha o prêmio The Ring peso pesado.Luta do Ano. |
| Vitoria                                                                             | 26–0   | Bob Foster       | KO   | 2 (15)  | 18/11/1970 | Cobo Arena, Detroit, Michigan, United States                           | Defende o titulo CMB y AMB peso pesado .                                      |
| Vitoria                                                                             | 25–0   | Jimmy Ellis      | TKO  | 5 (15)  | 16/02/1970 | Madison Square Garden, New York, New York, United States               | Ganha o título Interino CMB y AMB e Defende o título NYSAC peso pesado.       |
| Vitoria                                                                             | 24–0   | Jerry Quarry     | TKO  | 7 (15)  | 23/06/1969 | Madison Square Garden, New York, New York, United States               | Defende o titulo NYSAC peso pesado. Luta do Ano.                              |
| Vitoria                                                                             | 23–0   | Dave Zyglewicz   | KO   | 1 (15)  | 22/04/1969 | Sam Houston Coliseum, Houston, Texas, United States                    | Defende o titulo NYSAC peso pesado.                                           |
| Vitoria                                                                             | 22–0   | Oscar Bonavena   | UD   | 15      | 10/12/1968 | Spectrum, Filadelfia, Pennsylvania, United States                      | Defende o titulo NYSAC peso pesado.                                           |
| Vitoria                                                                             | 21–0   | Manuel Ramos     | TKO  | 2 (15)  | 24/06/1968 | Madison Square Garden, New York, New York, United States               | Defende o titulo NYSAC peso pesado.                                           |
| Vitoria                                                                             | 20–0   | Buster Mathis    | TKO  | 11 (15) | 04/03/1968 | Madison Square Garden, New York, New York, United States               | Ganha o titulo NYSAC peso pesado.                                             |
| Vitoria                                                                             | 19–0   | Marion Connor    | TKO  | 3 (10)  | 18/12/1967 | Boston Garden, Boston, Massachusetts, United States                    |                                                                               |
| Vitoria                                                                             | 18–0   | Tony Doyle       | TKO  | 2 (10)  | 17/10/1967 | Spectrum, Filadelfia, Pennsylvania, United States                      |                                                                               |
| Vitoria                                                                             | 17–0   | George Chuvalo   | TKO  | 4 (10)  | 19/07/1967 | Madison Square Garden, New York, New York, United States               |                                                                               |
| Vitoria                                                                             | 16–0   | George Johnson   | UD   | 10      | 04/05/1967 | Olympic Auditorium, Los Angeles, California, United States             |                                                                               |
| Vitoria                                                                             | 15–0   | Jefferson Davis  | TKO  | 5 (10)  | 11/04/1967 | Auditorium, Miami Beach, Florida, United States                        |                                                                               |
| Vitoria                                                                             | 14–0   | Doug Jones       | KO   | 6 (10)  | 21/02/1967 | Arena, Filadelfia, Pennsylvania, United States                         |                                                                               |
| Vitoria                                                                             | 13–0   | Eddie Machen     | TKO  | 10 (10) | 21/11/1966 | Olympic Auditorium, Los Angeles, California, United States             |                                                                               |
| Vitoria                                                                             | 12–0   | Oscar Bonavena   | MD   | 10      | 21/09/1966 | Madison Square Garden, New York, New York, United States               |                                                                               |
| Vitoria                                                                             | 11–0   | Billy Daniels    | RTD  | 6 (10)  | 25/07/1966 | Convention Hall, Filadelfia, Pennsylvania, United States               |                                                                               |
| Vitoria                                                                             | 10–0   | Memphis Al Jones | KO   | 1 (10)  | 26/03/1966 | Olympic Auditorium, Los Angeles, California, United States             |                                                                               |
| Vitoria                                                                             | 9–0    | Chuck Leslie     | KO   | 3 (10)  | 19/05/1966 | Olympic Auditorium, Los Angeles, California, United States             |                                                                               |
| Vitoria                                                                             | 8–0    | Don Smith        | KO   | 3 (10)  | 28/04/1966 | Convention Hall, Pittsburgh, Pennsylvania, United States               |                                                                               |
| Vitoria                                                                             | 7–0    | Charley Polite   | TKO  | 2 (10)  | 04/04/1966 | Arena, Filadelfia, Pennsylvania, United States                         |                                                                               |
| Vitoria                                                                             | 6–0    | Dick Wipperman   | TKO  | 5 (8)   | 04/03/1966 | Madison Square Garden, New York, New York, United States               |                                                                               |
| Vitoria                                                                             | 5–0    | Mel Turnbow      | KO   | 1 (8)   | 17/01/1966 | Convention Hall, Filadelfia, Pennsylvania, United States               |                                                                               |
| Vitoria                                                                             | 4–0    | Abe Davis        | KO   | 1 (8)   | 11/11/1965 | Hotel Philadelphia Auditorium, Filadelfia, Pennsylvania, United States |                                                                               |
| Vitoria                                                                             | 3–0    | Ray Staples      | TKO  | 2 (6)   | 28/09/1965 | Arena, Filadelfia, Pennsylvania, United States                         |                                                                               |
| Vitoria                                                                             | 2–0    | Mike Bruce       | TKO  | 3 (6)   | 20/09/1965 | Convention Hall, Filadelfia, Pennsylvania, United States               |                                                                               |
| Vitoria                                                                             | 1–0    | Woody Goss       | TKO  | 1 (6)   | 16/08/1965 | Convention Hall, Filadelfia, Pennsylvania, United States               |                                                                               |